# Beania decumbens
Beania decumbens är en mossdjursart som beskrevs av William MacGillivray 1882. Beania decumbens ingår i släktet Beania och familjen Beaniidae. Inga underarter finns listade i Catalogue of Life.